# Eghipatrush
Eghipatrush ou Yeghipatrush (en arménien Եղիպատրուշ ; jusqu'en 1945 Tanjrlu puis jusqu'en 1992 Mravyan) est une communauté rurale du marz d'Aragatsotn, en Arménie. Elle compte 847 habitants en 2009.

## Église
La localité compte une église Sourp Astvatsatsin (« Sainte-Mère-de-Dieu ») du Xe siècle et un gavit du XIIIe siècle, les ruines d'une basilique du Ve siècle et quelques khatchkars, dont une chapelle-khatchkar du XIIIe siècle.

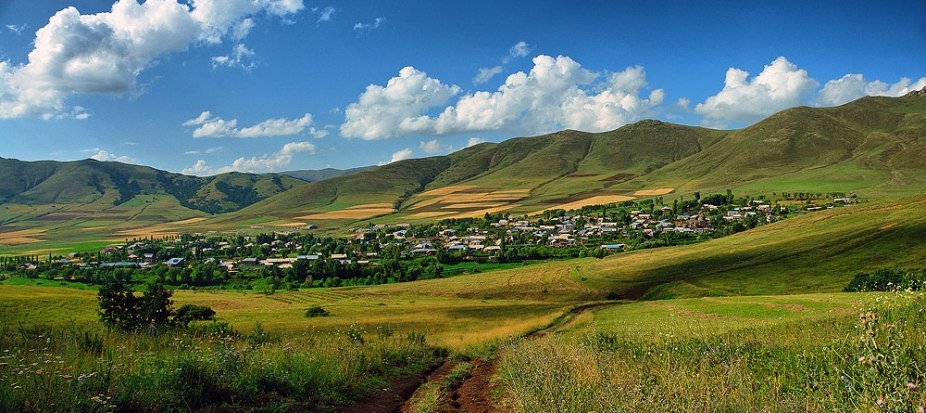
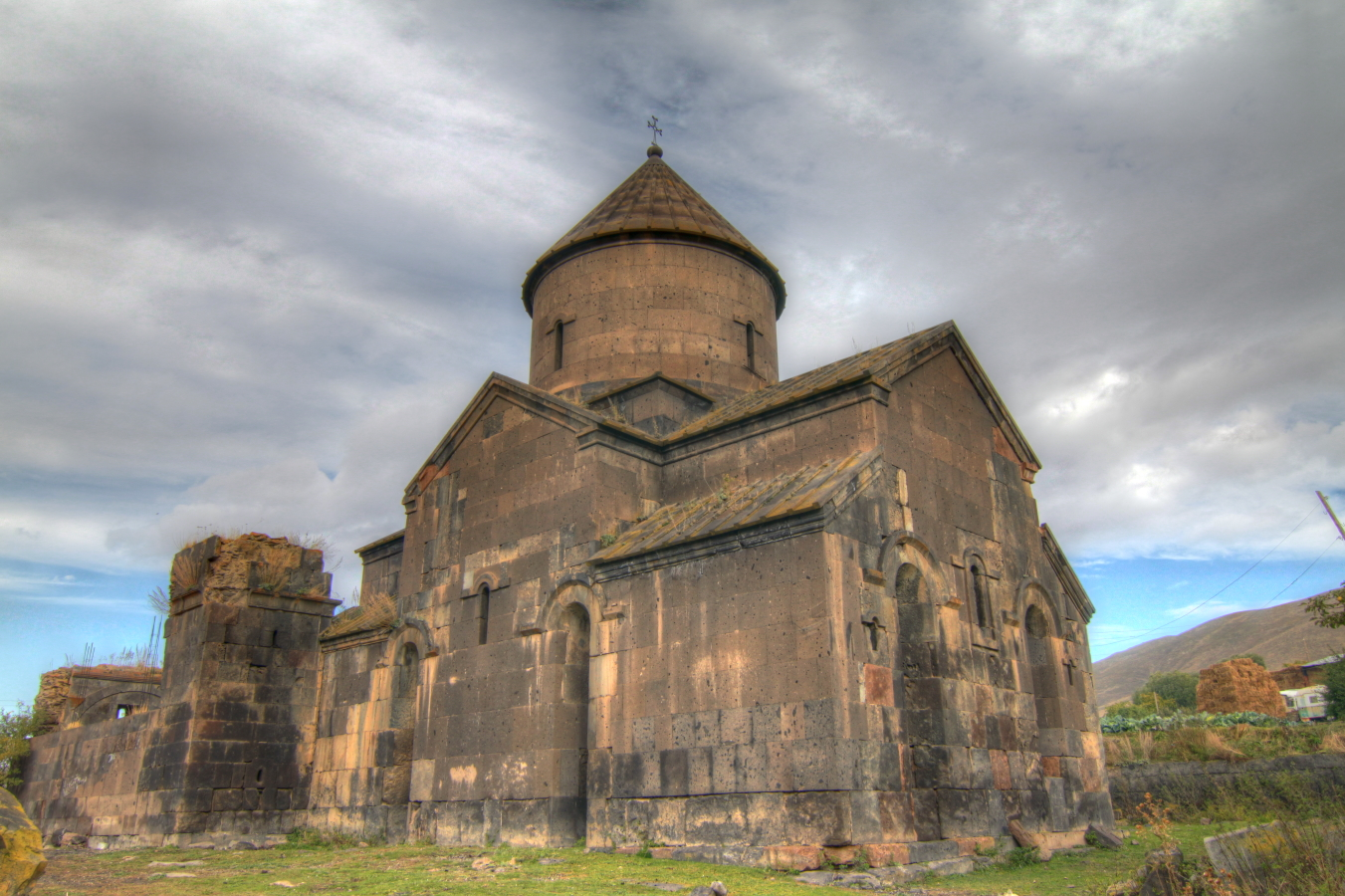
Le gavit à gauche et l'église à droite, vue depuis le sud-est.
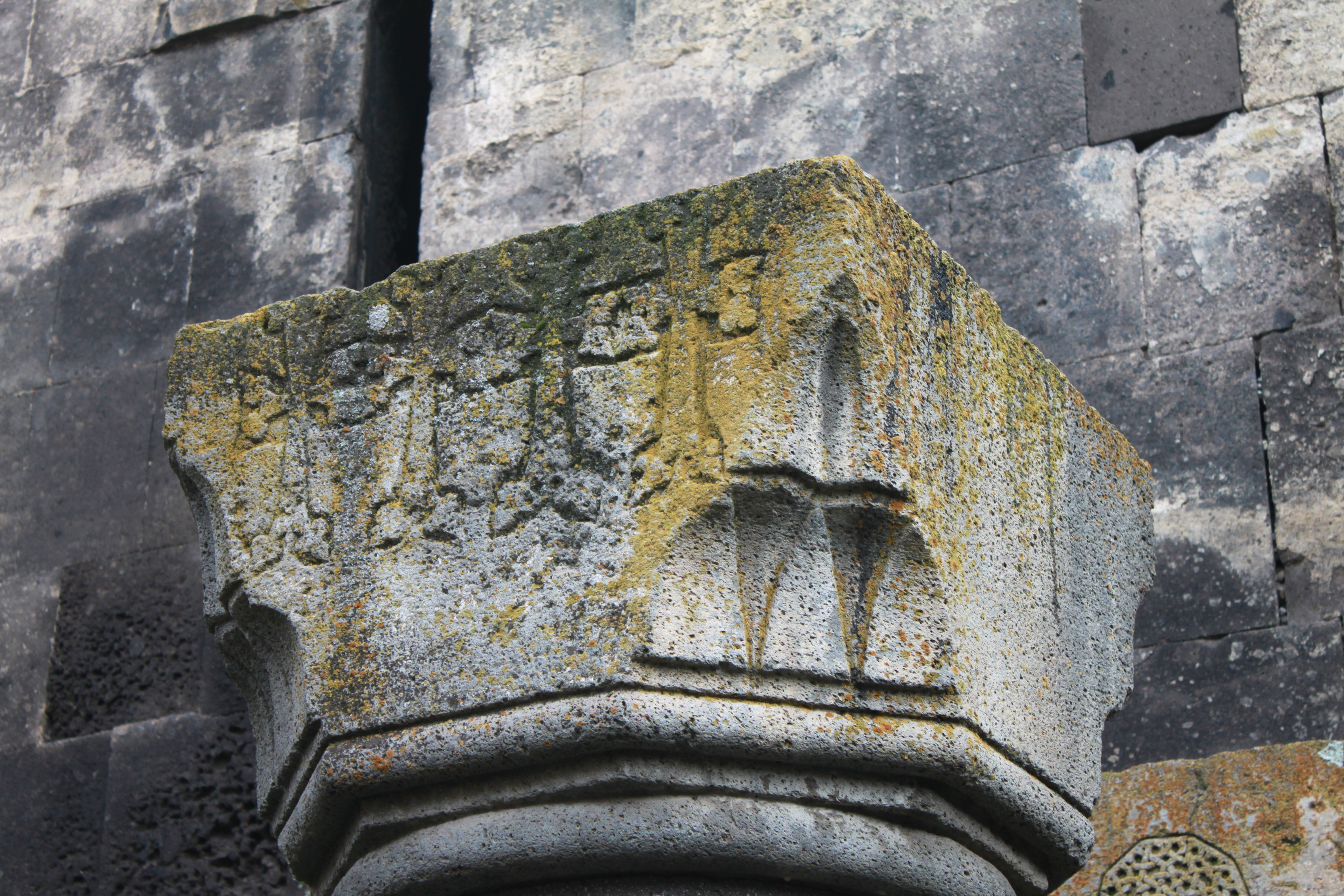
Chapiteau du gavit.
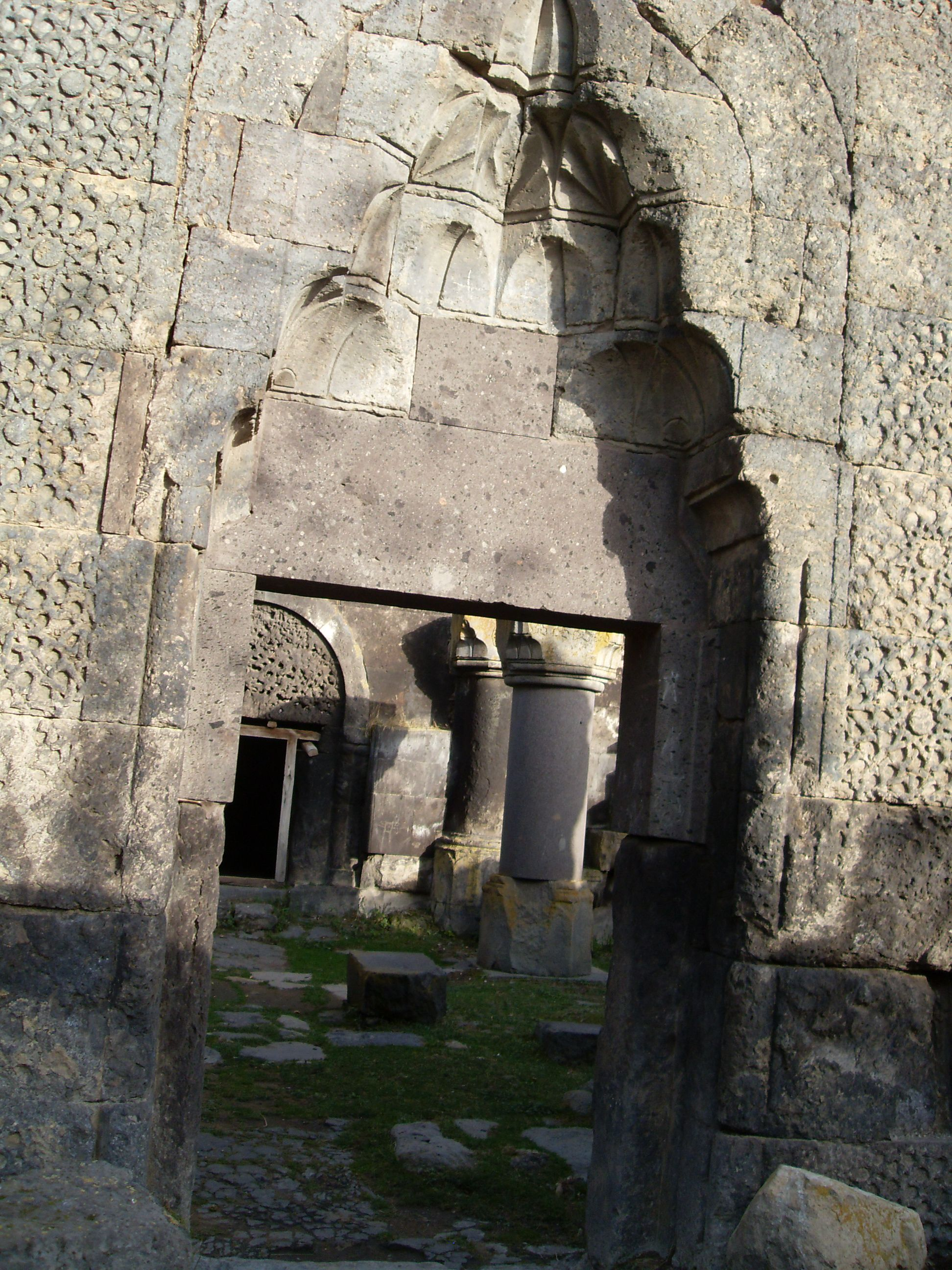
Portail occidental du gavit.
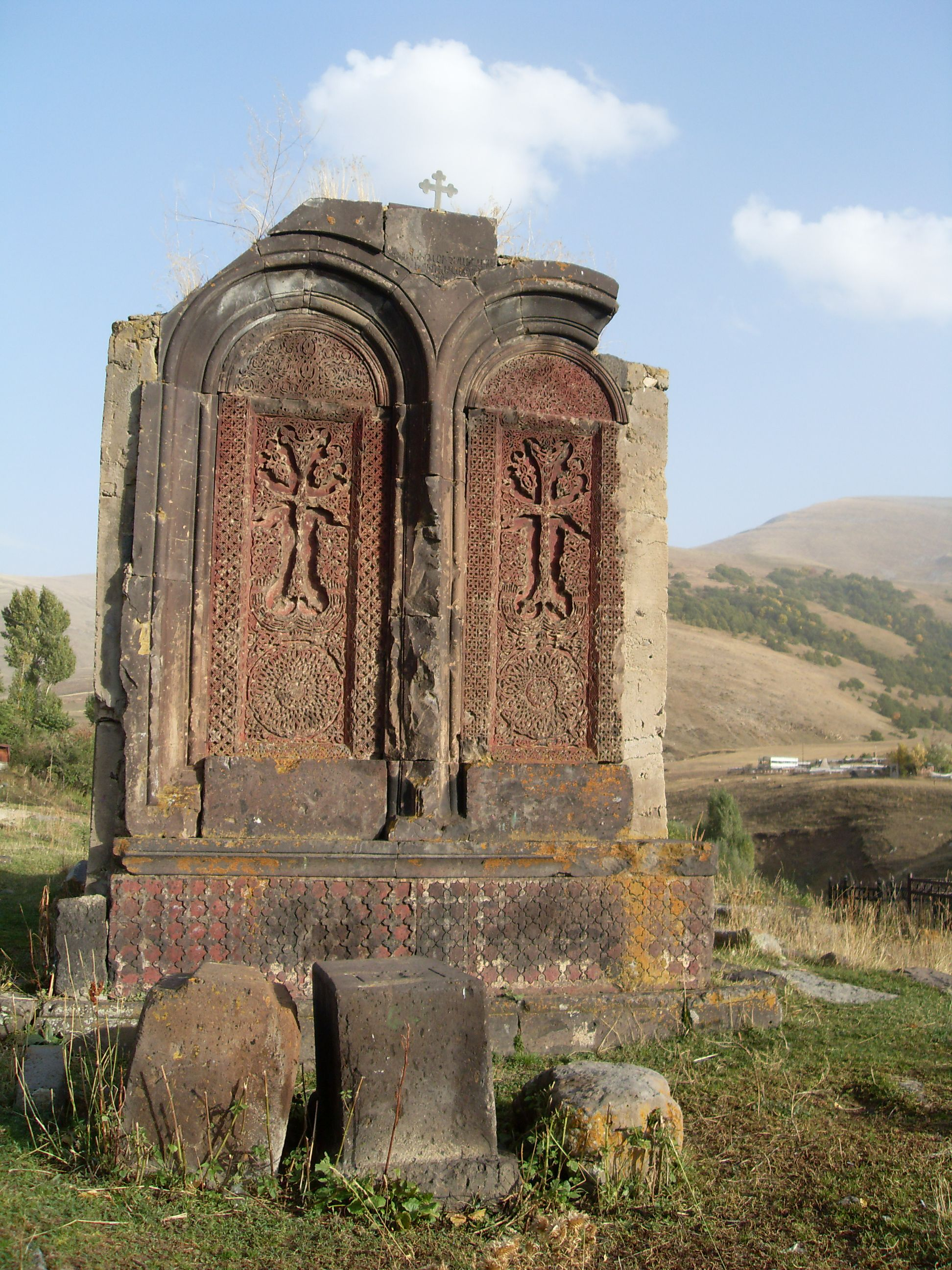
Chapelle-khatchkar.